# Nilson Esidio Mora
Nilson Esidio Mora, nascut el 19 de novembre de 1965 a Santa Rita do Passa Quatro, São Paulo, és un futbolista brasiler ja retirat, que jugava com a davanter. La seua màxima fita van ser els 25 gols en 34 partits que va realitzar el 1993 jugant en el Flamengo.
Durant la seva carrera de jugador, Nilson disputà 110 partits i marcà 44 gols al Campeonato Brasileiro.

## Trajectòria
- Sertãozinho: 1983 - 1984
- Platinense: 1985
- XV de Jaú: 1986
- Ponte Preta: 1987
- Internacional: 1987 - 1990
- Grêmio: 1990 - 1991
- Celta de Vigo: 1991
- Portuguesa: 1992
- Corinthians: 1992
- Flamengo: 1993
- Fluminense: 1993
- Albacete Balompié: 1994
- Reial Valladolid: 1994
- Palmeiras:1995
- Vasco da Gama:1996
- Tigres: 1997
- Clube Atlético Paranaense: 1997
- Sporting Cristal: 1998
- Santo André: 1999
- Universitario de Lima: 2000
- Santa Cruz: 2001
- Rio Branco: 2002
- Nacional (SP): 2003

## Palmarès
- Campionat gaúcho - 1990 - Internacional
- Primera División Peruana Màxim golejador 1998